# Powiat Borken
Powiat Borken (niem. Kreis Borken) – powiat w Niemczech, w kraju związkowym Nadrenia Północna-Westfalia, w rejencji Münster. Siedzibą powiatu jest miasto Borken. Powiat leży na płaskim, nizinnym i rolniczym obszarze.

## Historia
Ziemie powiatu Borken przez wieki należały do biskupstwa Münster, jednego z wielu mini-państw biskupich Świętego Cesarstwa Rzymskiego. W dobie wojen napoleońskich, w roku 1803 biskupstwo zostało zlikwidowane, a Borken znalazło się przejściowo w Księstwie Salm, jednym z państw zależnych od Napoleońskiej Francji. Po upadku Napoleona przeszło pod panowanie Prus (1815). Znalazło się wówczas w prowincji Westfalia. Wówczas na terenie dzisiejszego powiatu powstały dwa powiaty: Borken i Ahaus. W roku 1923 od powiatu oddzielono miasto Bocholt, które stało się samodzielną jednostką administracyjną. Dzisiejszy kształt powiat przybrał w roku 1975, gdy połączono powiaty Borken i Ahaus, miasto Bocholt oraz skrawki kilku innych powiatów: Rees, Recklinghausen i Coesfeld.

## Podział administracyjny
Powiat Borken składa się z:
- dziewięciu gmin miejskich (Stadt)
- ośmiu gmin wiejskich (Gemeinde)

Gminy miejskie:
| Lp. | Nazwa gminy miejskiej | Ludność (31.12.2010) | Powierzchnia km² |
| --- | --------------------- | -------------------- | ---------------- |
| 1   | Ahaus                 | 38.952               | 151,24           |
| 2   | Bocholt               | 73.170               | 119,37           |
| 3   | Borken                | 41.245               | 152,62           |
| 4   | Gescher               | 17.185               | 80,82            |
| 5   | Gronau (Westf.)       | 46.553               | 78,74            |
| 6   | Isselburg             | 11.196               | 42,73            |
| 7   | Rhede                 | 19.388               | 78,66            |
| 8   | Stadtlohn             | 20.631               | 79,10            |
| 9   | Vreden                | 22.551               | 135,83           |

Gminy wiejskie:
| Lp. | Nazwa gminy wiejskiej | Ludność (31.12.2010) | Powierzchnia km² |
| --- | --------------------- | -------------------- | ---------------- |
| 1   | Heek                  | 8.341                | 69,32            |
| 2   | Heiden                | 8.080                | 53,39            |
| 3   | Legden                | 6.846                | 56,28            |
| 4   | Raesfeld              | 11.016               | 57,83            |
| 5   | Reken                 | 14.094               | 78,54            |
| 6   | Schöppingen           | 8.398                | 68,81            |
| 7   | Südlohn               | 9.009                | 45,55            |
| 8   | Velen                 | 12.978               | 70,53            |